# Stare Miasto w Lubece

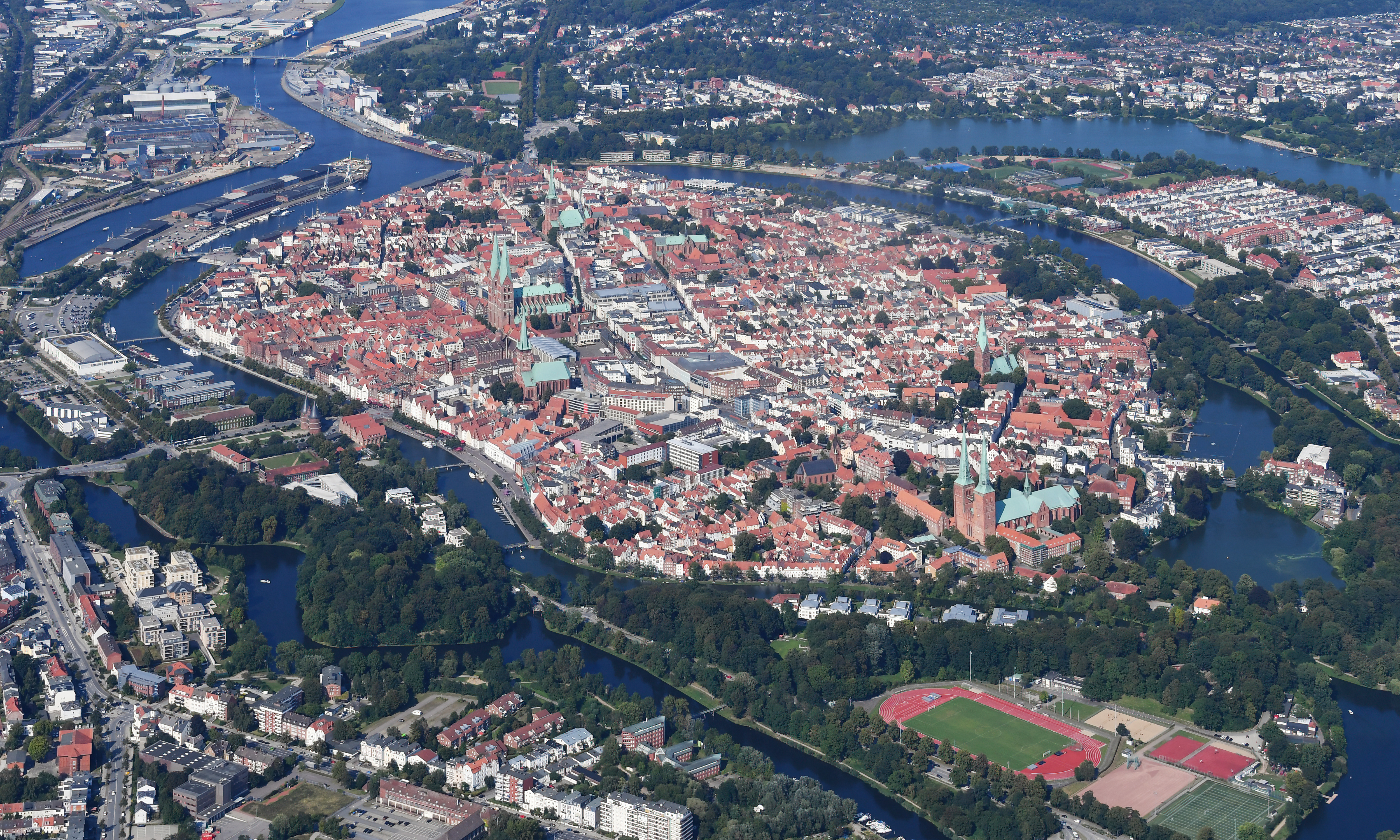
Widok na Stare Miasto z lotu ptaka

Stare Miasto w Lubece (niem. Lübecker Altstadt) – najstarsza część miasta Lubeki (Szlezwik-Holsztyn, Niemcy), położona na wyspie otoczonej rzeką Trave i kanałem Łaba-Lubeka. Wyspa ta liczy powierzchnię ponad 100 hektarów. 

## Historia
W 1143 Adolf II, hrabia Holsztynu, założył nową osadę w miejscu dawnego grodu wieleckiego na półwyspie Buku pomiędzy rzekami Trave a Wakernitz. Lubeka stała się pierwszym portem niemieckim na wybrzeżu Morza Bałtyckiego. Adolf II wzniósł zamek oraz obwarowania, wspomniane przez Helmolda z Bosau w 1147. W 1157 osadę strawił pożar, który stał się asumptem do założenia nowego ośrodka. Rok później Adolf II musiał poddać Lubekę Henrykowi Lwu, księciu Saksonii i Bawarii, co więcej miało to związek z polityką duńską księcia, który chciał w tymże państwie objąć władzę. W 1159 Henryk Lew odbudował port i osadę, której wkrótce nadano prawa miejskie. Jego główną fundacją była katedra, której nadał patrocinium świątyni macierzystej osady Brunszwik. Usytuowana jest przy południowym skraju wyspy, podczas gdy zamek (rejon obecnej Bramy Zamkowej) znajdował się na północy. W konsekwencji nastąpiła stopniowa urbanizacja oparta na osi północ-południe. Efektem jest powstanie dwóch głównych traktów którymi są obecne Breite Straße (ul. Szeroka) i Königstraße (ul. Zamkowa) łączących trzy place handlowe, Rynek, Koberg i Klingenberg. 
W 1226 cesarz Fryderyk II Hohenstauf nadał Lubece przywilej Wolnego Miasta Świętego Cesarstwa Rzymskiego, który oznaczał, że miasto podlegało bezpośrednio głównemu władcy Rzeszy Niemieckiej. W tymże roku cesarz nadał przywilej lokacyjny, zwany prawem lubeckim. W 1243 miało miejsce przymierze handlowe z Hamburgiem co stało się zalążkiem Hanzy, której Lubeka stała się głównym ośrodkiem. Przez XIII i XIV wiek miała miejsce gwałtowna urbanizacja. Powstała sieć wąskich ulic biegnących na linii wschód-zachód, prostopadle do głównej osi miasta, oddzielające wypełniane stopniowo zwartą zabudową parcele. Zamek został zamieniony w klasztor sprowadzonych tutaj z Danii Dominikanów. 

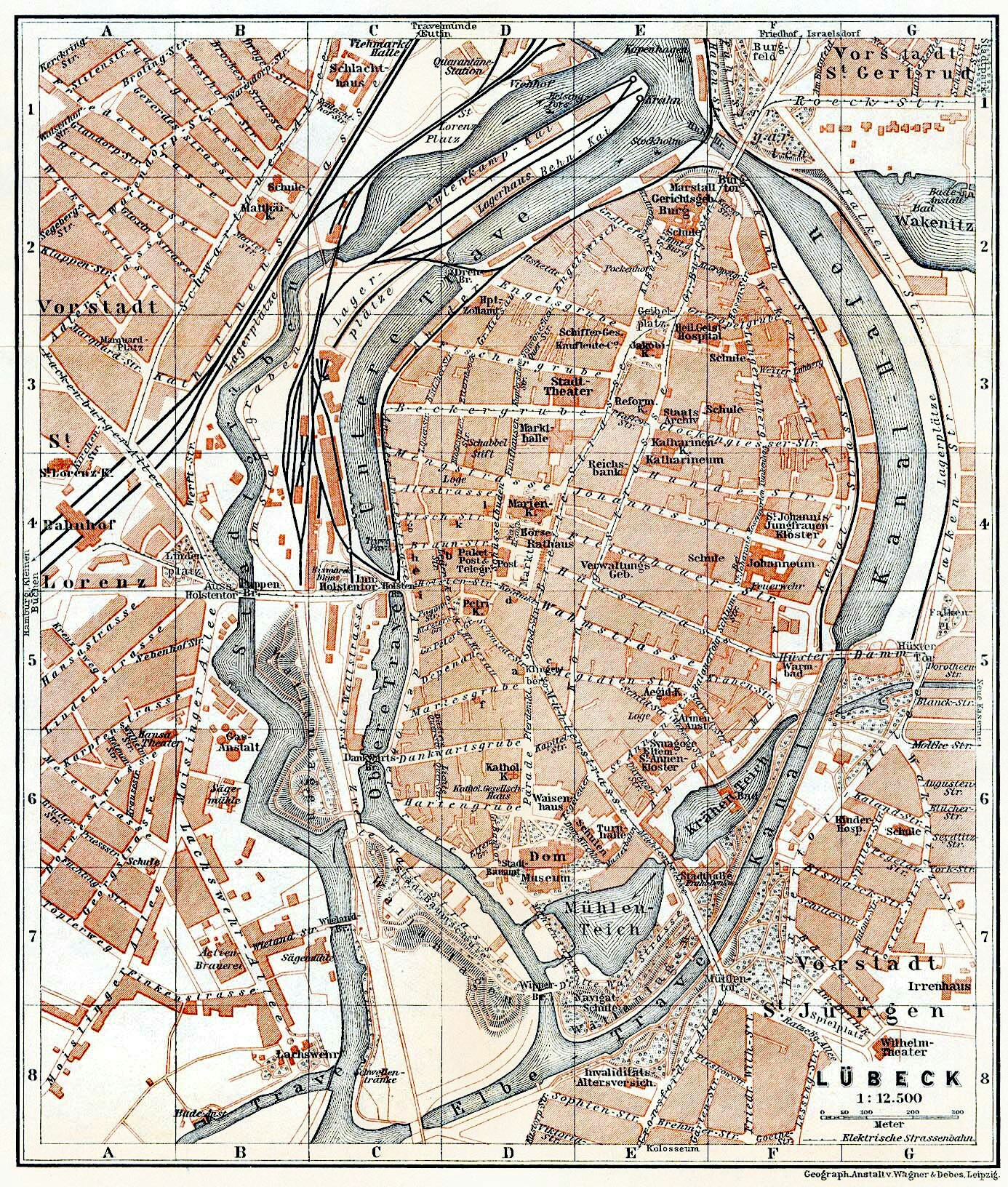
Plan Lubeki ze Starym Miastem z 1910 r.

Lubeka będąca w XIV w. drugim po Kolonii miastem Rzeszy pod względem ilości mieszkańców wymagała sprawnej polityki administracyjnej. W tymże stuleciu Stare Miasto zostało podzielone na cztery kwartały, które nazwano według rozmieszczonych w ich obrębie głównych patrociniów. Część północno-zachodnia wyspy nazywała się Kwartałem  Św. Marii Magdaleny (Marien-Magdalenen Quartier) ograniczony ulicami Mengstraße, Breiter Straße oraz Kleiner Burgstraße, Kleiner Altefähre znana także jako An der Untertrave. Swoją nazwę zawdzięcza od nieistniejącego dziś kościoła Marii Magdaleny. Północno-wschodnia część nazywała się Kwartałem Św. Jakuba (Jakobi Quartier) ograniczony ulicami Breiter Straße, Johannis Straße, Kleiner Burgstraße, Hinter der Burg, Großer Burgstraße, Kaiserstraße i Wakenitzmauer. Centrum kwartału był plac Koberg z kościołem Św. Jakuba i szpitalem Św. Ducha. Południowo-zachodnia część z rynkiem i farą NMP nazywała się Kwartałem Najświętszej Marii Panny (Marien Quartier) którego granice wyznaczają ulice Mengstraße, Breiter Straße, Sandstraße, Klingenberg, Mühlenstraße, Musterbahn  (An der Obertrave). Południowo-wschodnia część nazywała się Kwartałem Św. Jana (Johannis  Quartier) z graniczącymi go ulicami Mühlenstraße, Klingenberg, Sandstraße, Breiter Straße, Johannisstraße, Bei St. Johannis, Fleischhauerstraße und An der Mauer. Nazwę otrzymał od założonego przez Henryka Lwa klasztoru Benedyktynów z kościołem Św. Jana (istniejącym do XIX w.). Każda z nich posiadała osobną administrację. Tereny należące do duchowieństwa katedry nie należały do Kwartału Św. Jana bowiem zachowały swoją niezależność pomimo nikłego znaczenia dla miasta. 
Rywalizacja z Danią, wojny Hanzy z ościennymi wrogami, jej upadek czy też reformacja nie przyczyniły się do upadku miasta oraz jego niezależności. W 1615 Lubeka rozbudowała swój dotychczasowy system umocnień. Prace prowadzono według projektów budowniczych holenderskich Johanna von Ryswycka oraz Johana van Valckenburgha, którzy wznieśli na przedpolach murów miejskich zespół fortyfikacji z charakterystycznymi dla tego okresu bastejami. Rozwój budowlany w dobie nowożytnej był niewielki w stosunku do późnego średniowiecza. 
Znaczne zmiany w architekturze historycznego centrum nastąpiły w XIX wieku, kiedy to wyburzono część klasztorów i kościołów (m.in. Dominikanów, Benedyktynów oraz Św. Jana i Św. Marii Magdaleny). Nastąpiła częściowa regotycyzacja zabudowy, w ramach jej powstało szereg ceglanych budynków przystosowanych do współczesnych funkcji. Dziełami architekta Adolfa Schwieninga są m.in. gmachy szkoły sportowej, sądu oraz nowego gmachu historycznego Gimnazjum Św. Katarzyny zw. Katharineum. W II połowie XIX i poczaku XX wieku wyburzono wiele późnogotyckich kamienic na rzecz zabudowy czynszowej. Ostatnim dramatem w dziejach Starego Miasta była noc Niedzieli Palmowej 1942, w wyniku nalotu brytyjskiego zabudowa została poważnie zniszczona. Odbudowa miasta trwająca do lat 70. XX w. ograniczyła się do ważniejszych budowli, znaczna część zabudowy mieszkalnej została wzniesiona według współczesnych standardów. Wielkim wydarzeniem w historii Lubeki było wpisanie Starego Miasta Lubeki na Listę Światowego Dziedzictwa Kultrowego UNESCO w 1987.

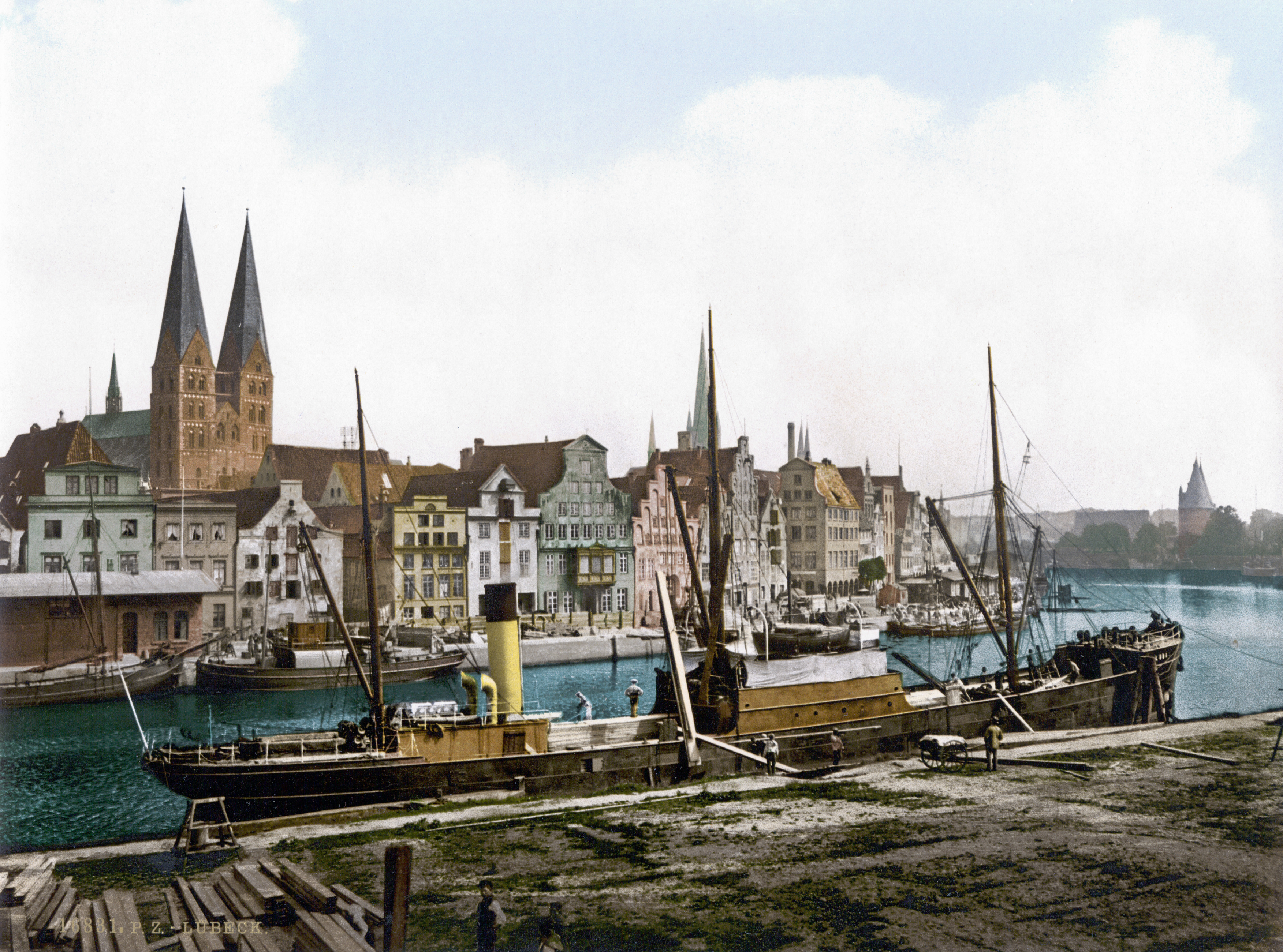
Widok Lubeki z 1900 r.
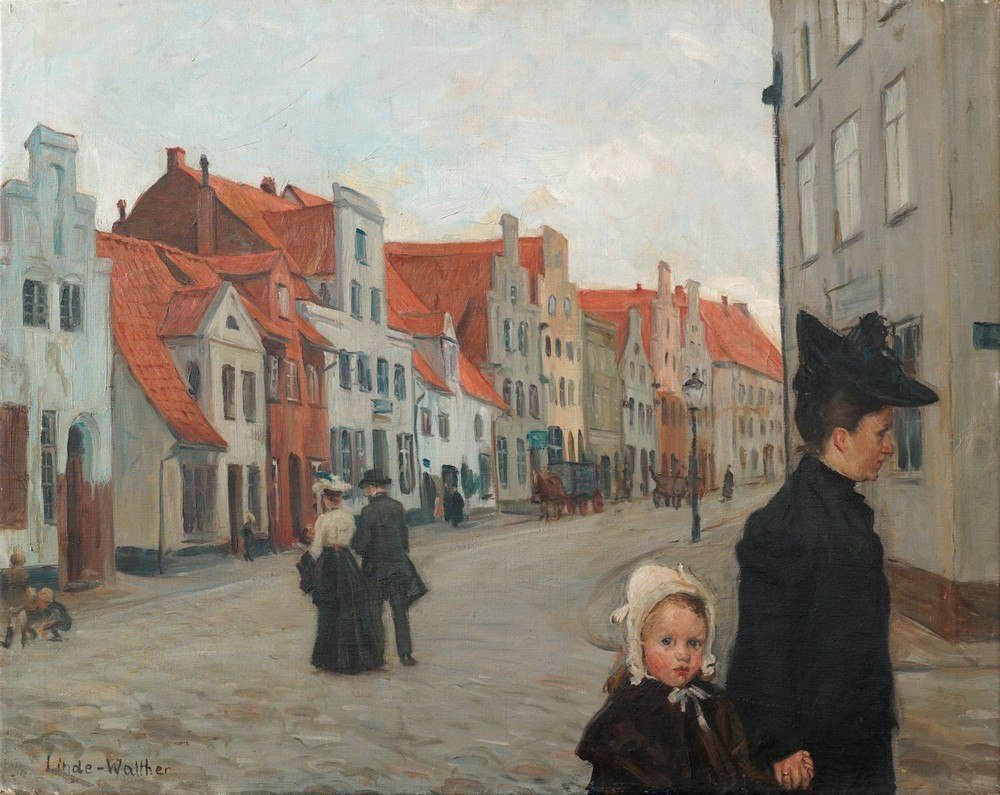
Ul. Hartengrube według H. E. Linde-Walther
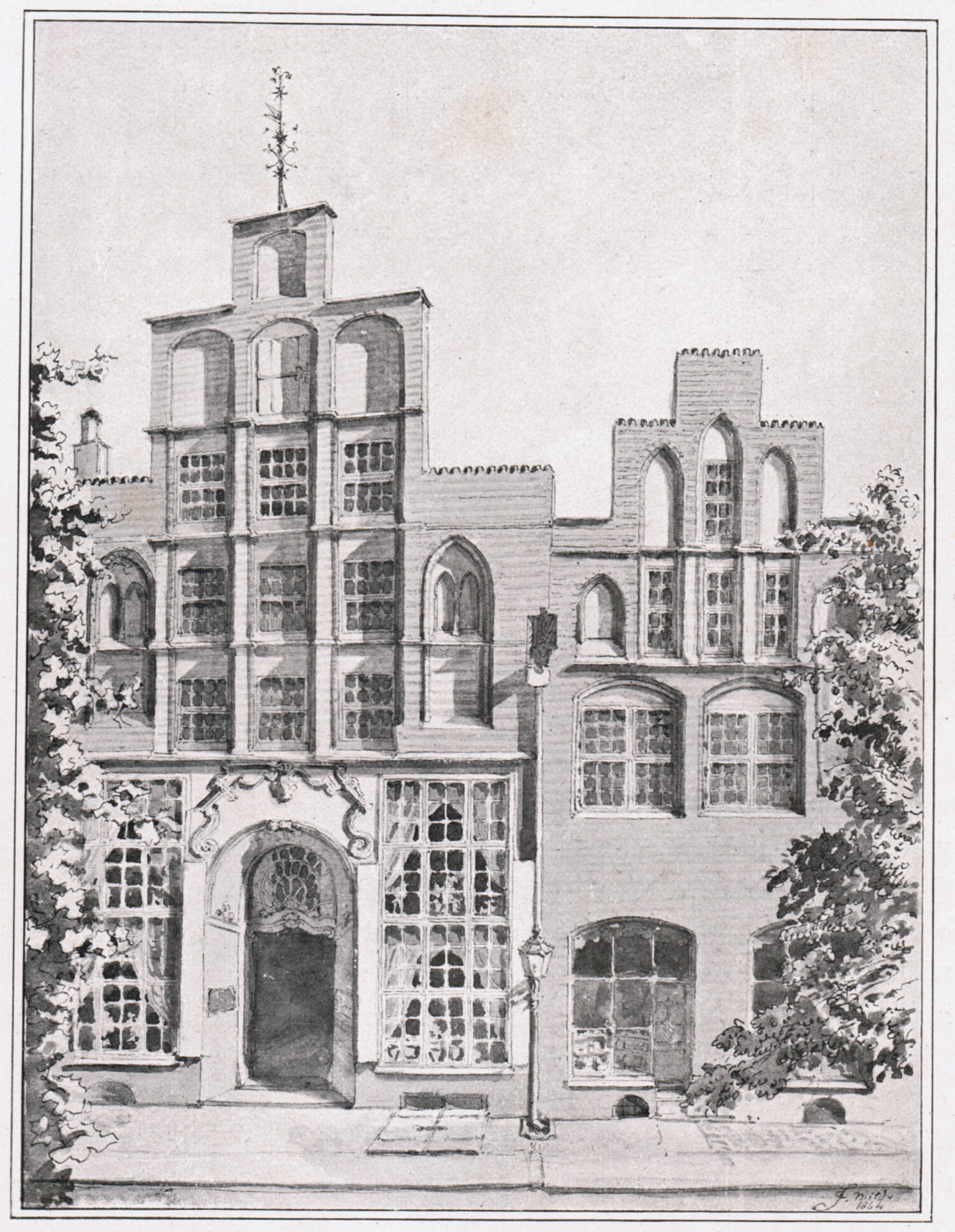
Nieistniejące kamienice przy ul. Königstraße
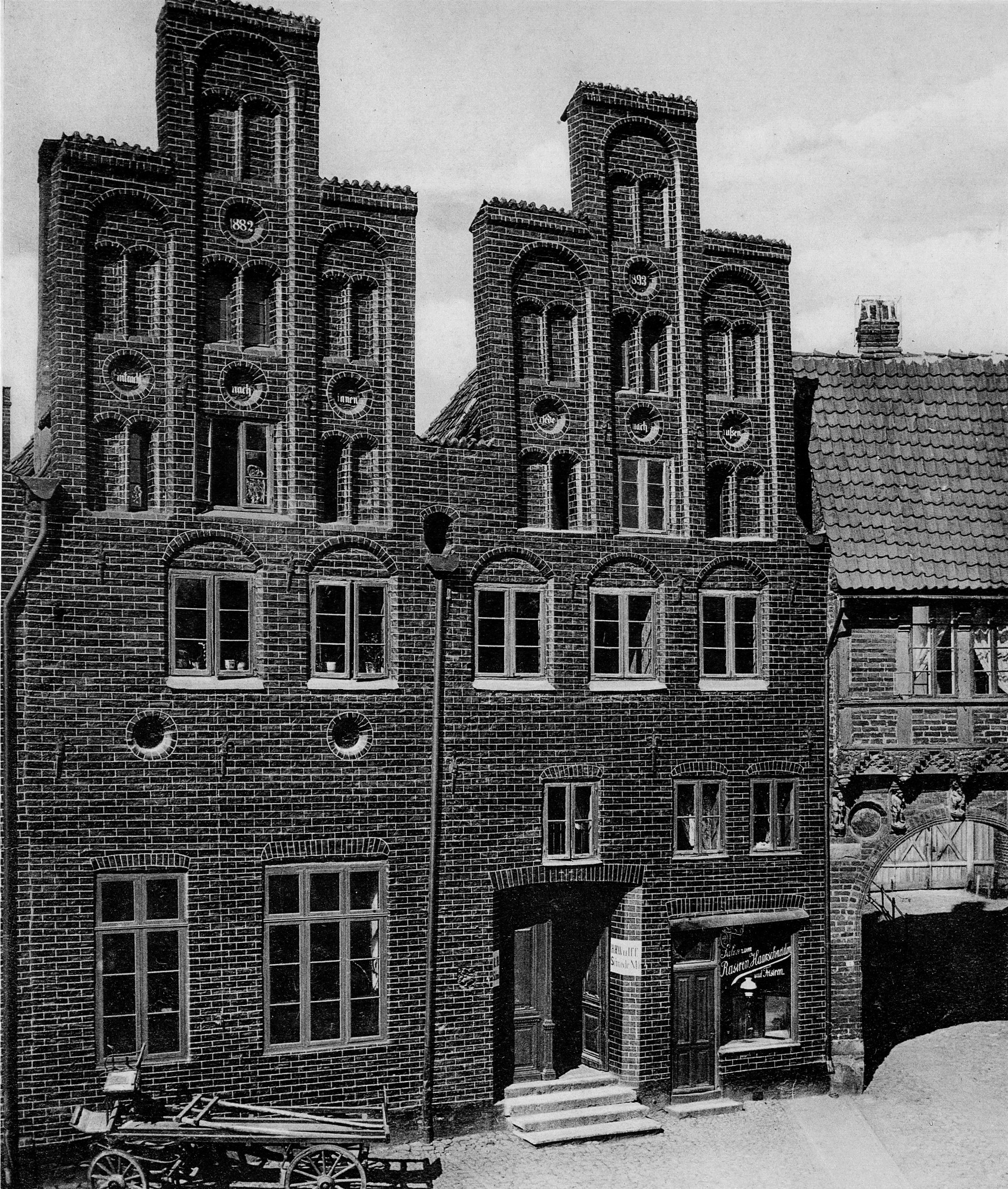
Dawna zabudowa przy ul. Großen Burgstraße
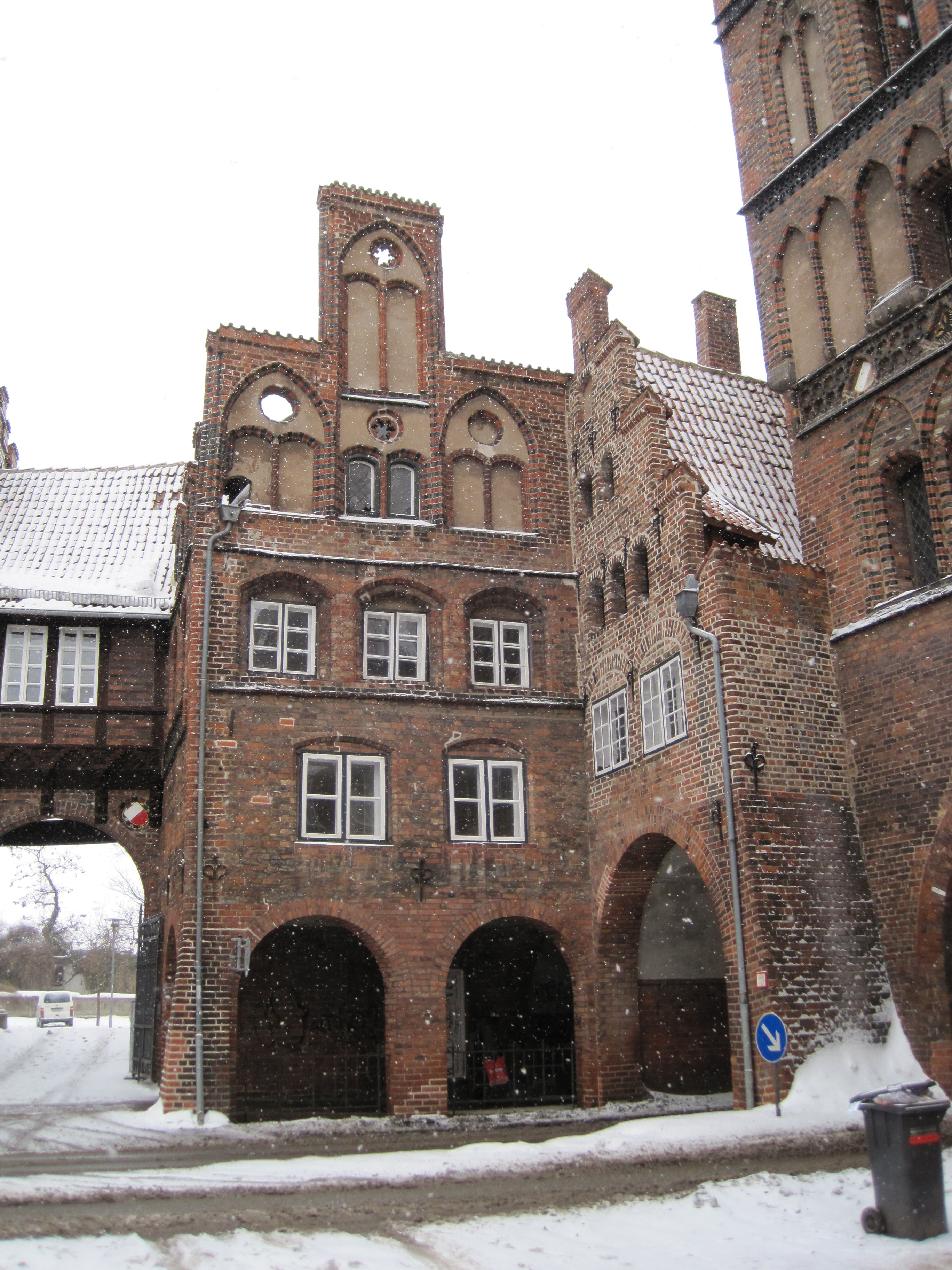
Kamienica Marstall
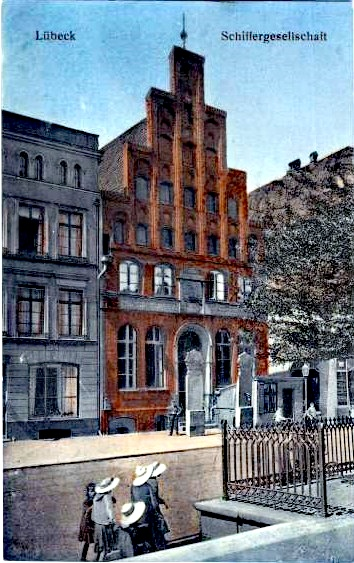
Dom Społeczności Żeglarzy
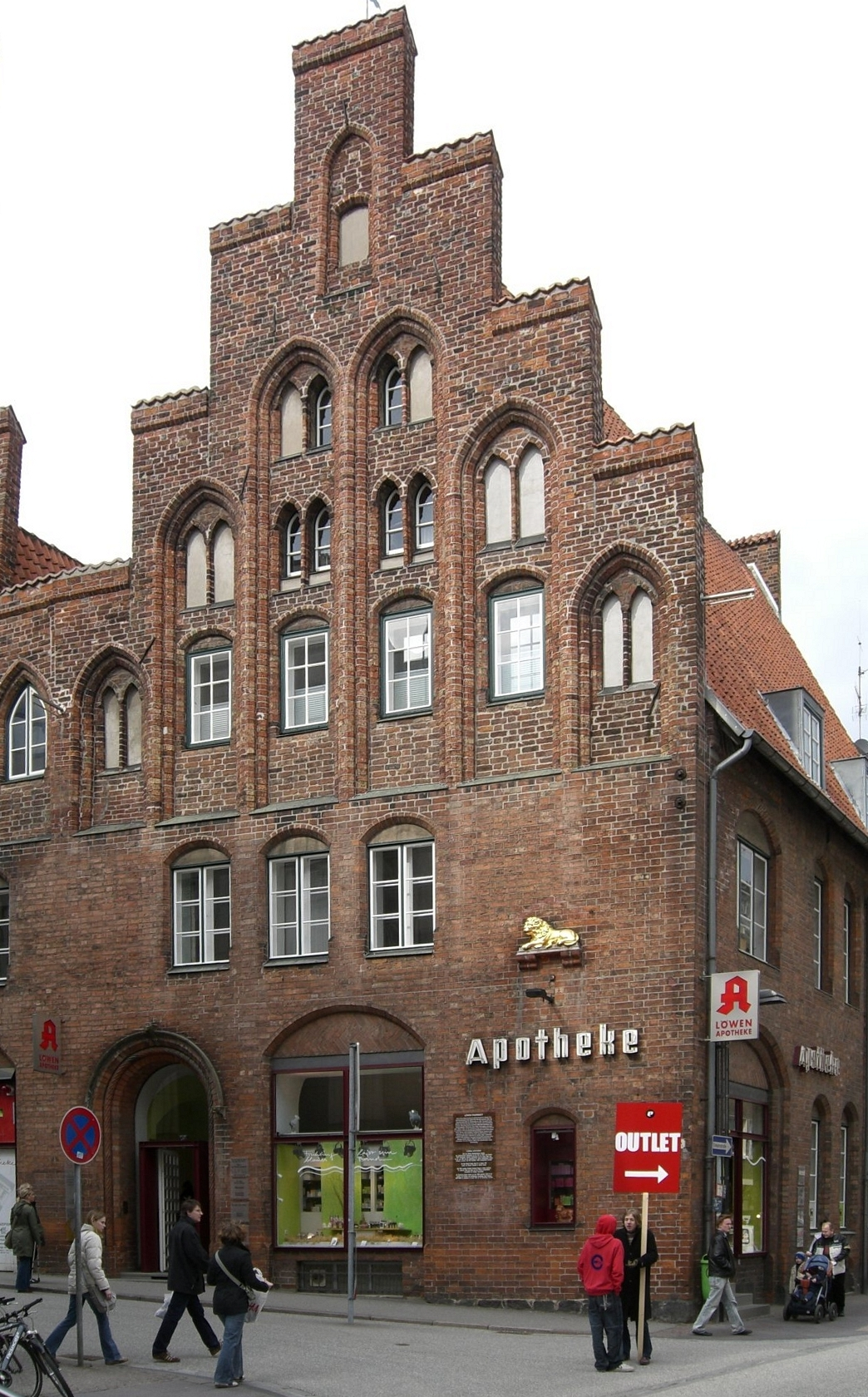
Lwia Apteka
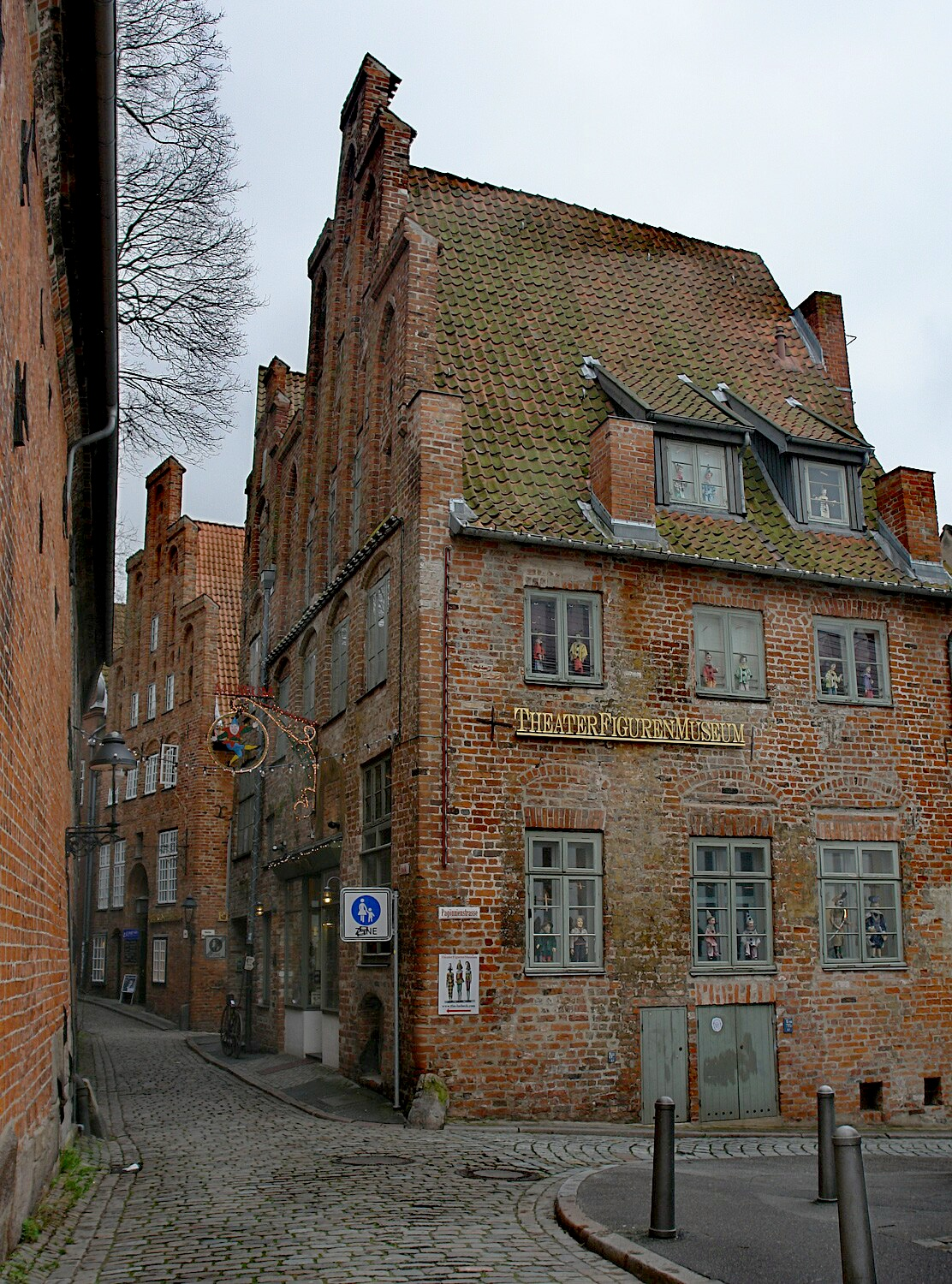
Muzeum Teatru Lalkowego

## Zabytki

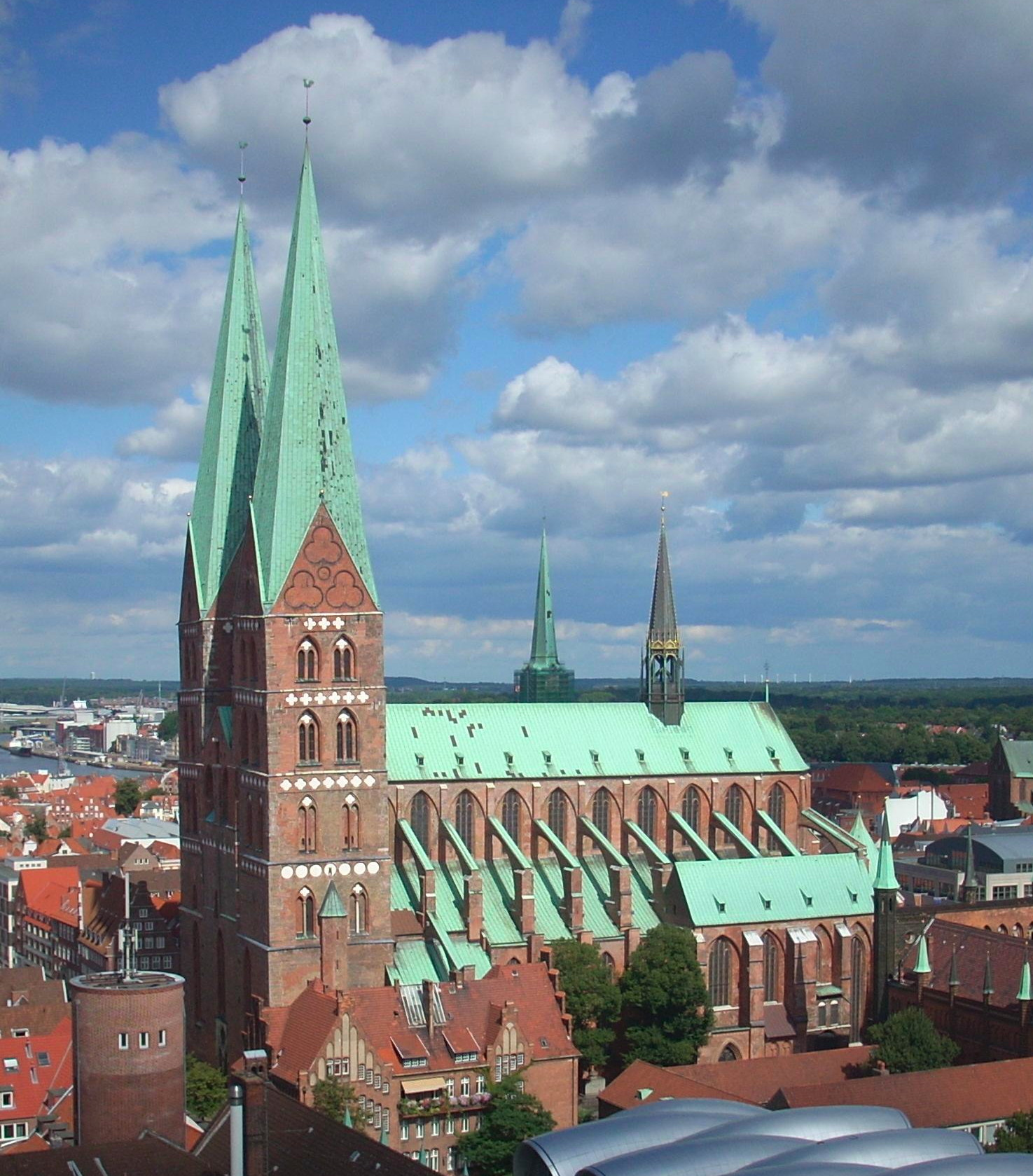
Kościół Mariacki w Lubece - główna świątynia Starego Miasta

Liczące ok. 12 tys. mieszkańców lubeckie Stare Miasto stanowi jeden z największych gotyckich zespołów zabytkowych w Europie. Są to dzieła gotyku ceglanego, którego rozwój na terenie krajów pobrzeża Bałtyku jest świadectwem wielkiego znaczenia Lubeki i wpływu artystycznego. Do dziś zachowało się kilka zabytków zabudowy mieszkalnej; kilkukondygnacyjnych kamienic mieszczańskich z reprezentacyjnymi fasadami zwieńczonymi szczytami schodkowymi. Najstarszym tego typu domem jest kamienica z Apteką Lwa (Löwen-Apotheke) przy ul Dr.-Julius-Leber-Straße 13 (dawna Johannisstraße), której geneza sięga schyłku XIII stulecia. Cennymi dziełami architektury ceglanej są m.in. kamienice przy Große Petersgrube 7 i 9, Mengstraße 6, czy też kamienice przy ul Kolk mieszczące obecnie Muzeum Teatru Lalkowego (TheaterFigurenMuseum Lübeck), Dom Społeczności Żeglarzy (Schiffergesellschaft) przy placu Koberg. Zbliżone formy architektury cechuje budynek dawnego browaru z XV w. przy Hüxstraße 128. 
Zachowała się część elementów obwarowań z XIV i XV w. z bramami Holsztyńską i Zamkową na czele. Dziełami architektury municypalnej są ratusz z XIV w. (rozbudowany w XV i XVI w.) oraz sąsiadująca z nim kanzelaria z XV stulecia. Oba gmachy stanowią najstarszą zachowaną do dziś świecką zabudowę Rynku. 
Na Starym Mieście zachował się zespół ważnych dla historii miasta kościołów, z których dwa (Św. Jana i Św. Marii Magdaleny) do dziś się nie zachowały. Dzięki pięciu wielkim kościołom Lubeka uzyskała nazwę Miasto Siedmiu Wież;katedra i kościół NMP mają po dwie, pozostałe trzy kościoły po jednej wieży. Oprócz wieży kościoła św. Idziego wszystkie przekraczają 100 m. Najstarszą ze zachowanych świątyń jest ufundowana przez Henryka Lwa a następnie w dobie gotyku rozbudowywana katedra położona na południowym cyplu wyspy. Jest to trójnawowa bazylika z transeptem i dwuwieżowym masywem zachodnim świątynia wewnątrz mieści cenny wystrój, m.in. krucyfiks Bernta Notke, przegrodę chórową z zegarem astronomicznym, późnogotycką brązową chcrzcielnicę, figurę Madonny z Dzieciątkiem - dzieło stylu pięknego. Niegdyś kościół mieścił retabulum ołtarza Ukrzyżowania pędzla Hansa Memlinga. Głównym centrum kultu religijnego od schyłku XIII stulecia nie była bynajmniej katedra a kościół Mariacki, fara miejska, wzniesiona na miejscu starszej świątyni w pobliżu rynku. W swojej architekturze przejęła w sposób uproszczony niektóre formy francuskiego gotyku katedralnego (łęki oporowe, obejście z wieńcem kaplic, proporcje), wraz z dwuwieżowym (wys. 125 m.) masywem zachodnim nadają świątyni monumentalności, co więcej nie katedra, a fara lubecka stała się wpływową świątynią dla architektury sakralnej wielu miast Hanzy (kościoły w Wismarze, Rostocku, Stralsundzie) a także kościołów klasztornych (Doberan). Poważnie zniszczony w 1942 zachował jednak wiele z dawnego wystroju m.in. gotyckie sakramentarium, brązowa chrzcielnica, retabula ołtarzowe oraz renesansowe i barokowe epitafia - świadectwo sztuki mieszczaństwa luterańskiego. Organistą fary w latach 1668–1707 był Dietrich Buxtehude. Nieopodal, na południe od Rynku wznosi się kościół Św. Piotra z XIV i XV w. Przy placu Koberg wznoszą się pięcionawowy gmach szpitala Ducha Świętego z XV w. oraz naprzeciwko kościół Św. Jakuba (1276-1340) z dwoma organami (1504 i 1637) ołtarzem głównym z XVIII w. i łodzią ratunkową zwaną Pamirem. We wschodniej części miasta wznosi się kościół Św. Idziego z cennym wystrojem wnętrza z XV-XVIII w. (m.in. organy) Z założonego w 1225 zespołu klasztornego Franciszkanów zachował się kościół Św. Katarzyny (ob. muzeum) z gotyckimi freskami, krucyfiksem (ok. 1450) stallami. Pozostałości dawnego klasztoru Augustianów z kościołem Św. Anny z pocz. XVI w. mieszczą obecnie Muzeum Św Anny ze dziełami średniowiecznej rzeźby, malarstwa i rzemiosła artystycznego.

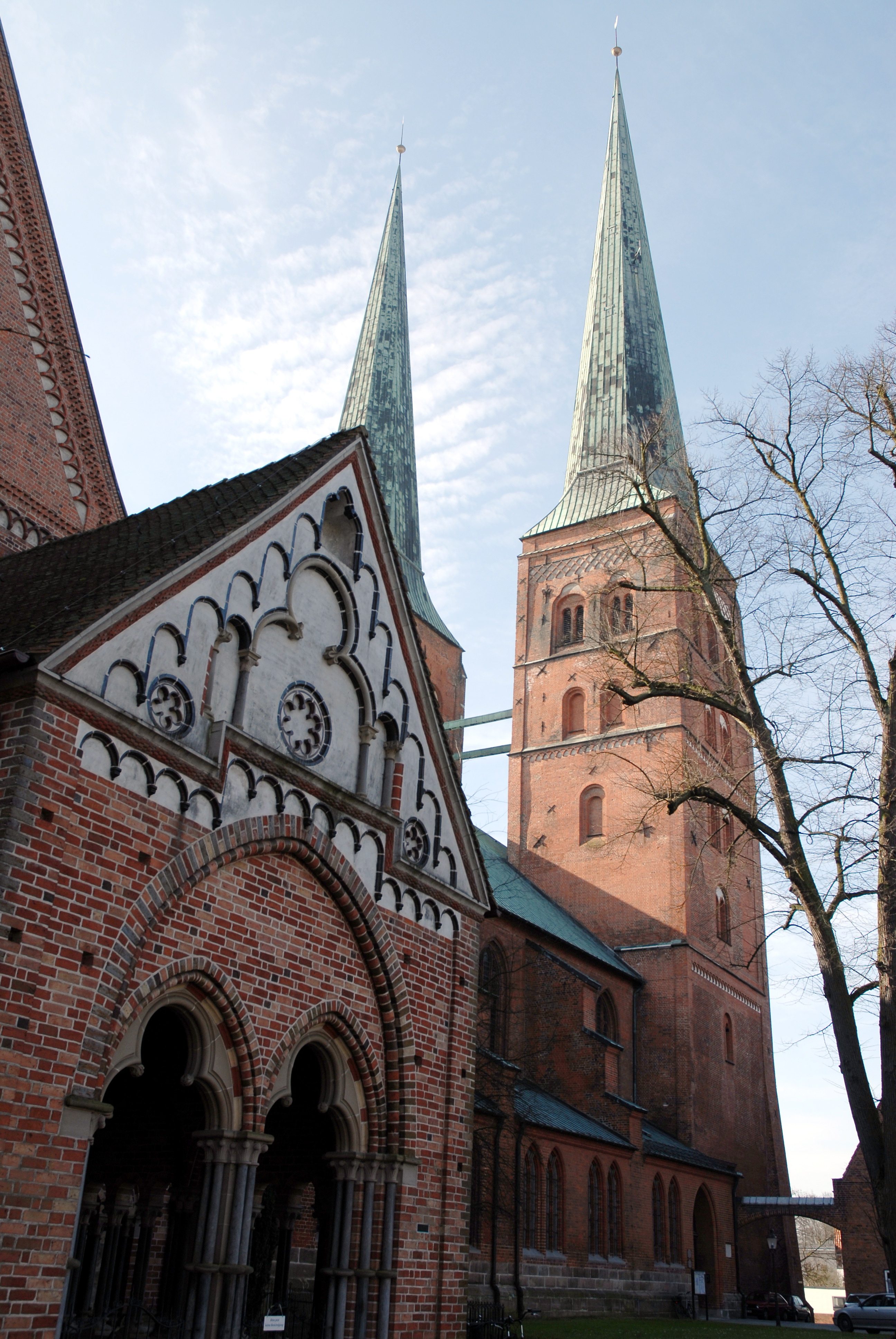
Romańsko-gotycka katedra
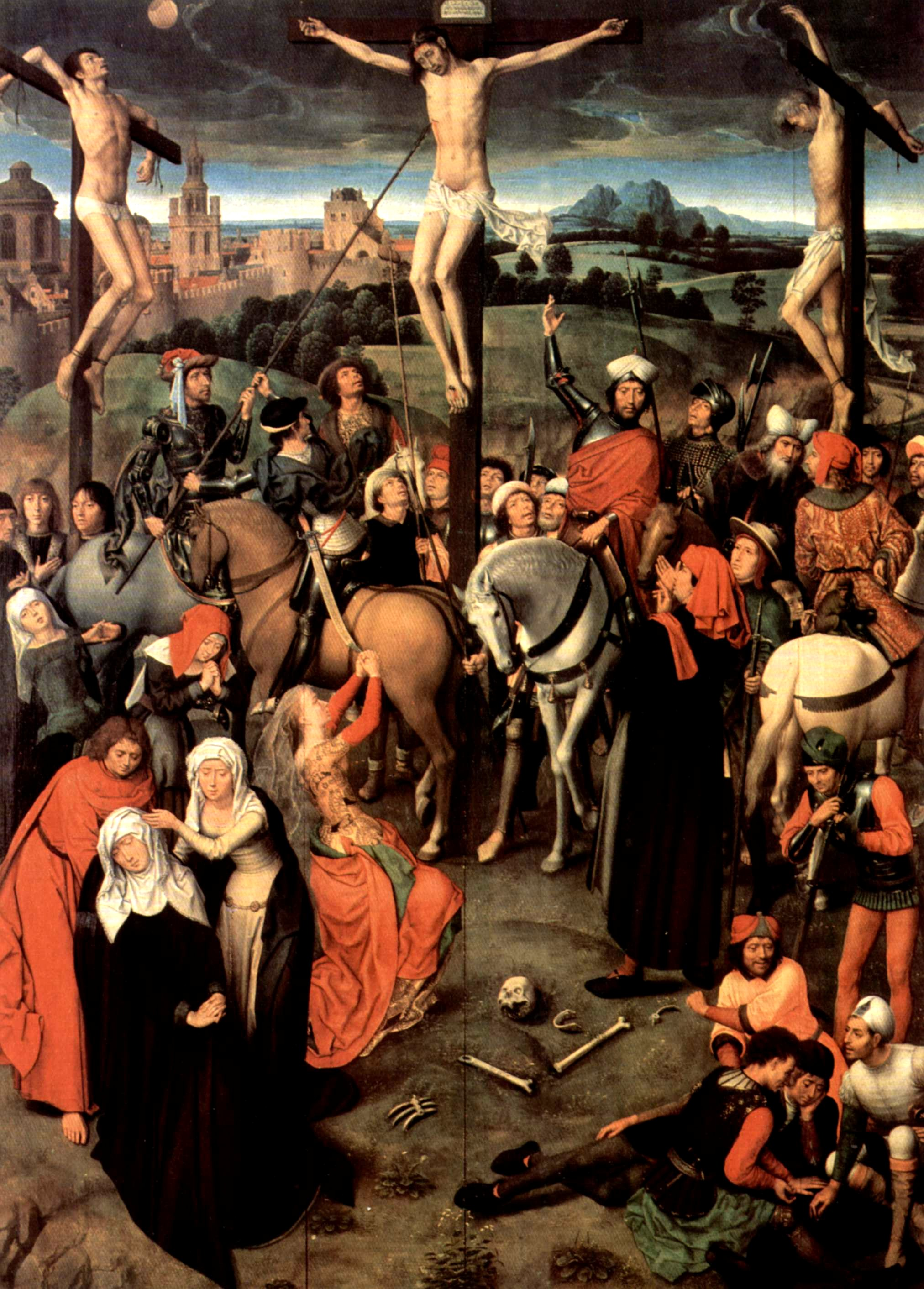
Hans Memling - Ołtarz Ukrzyżowania z katedry
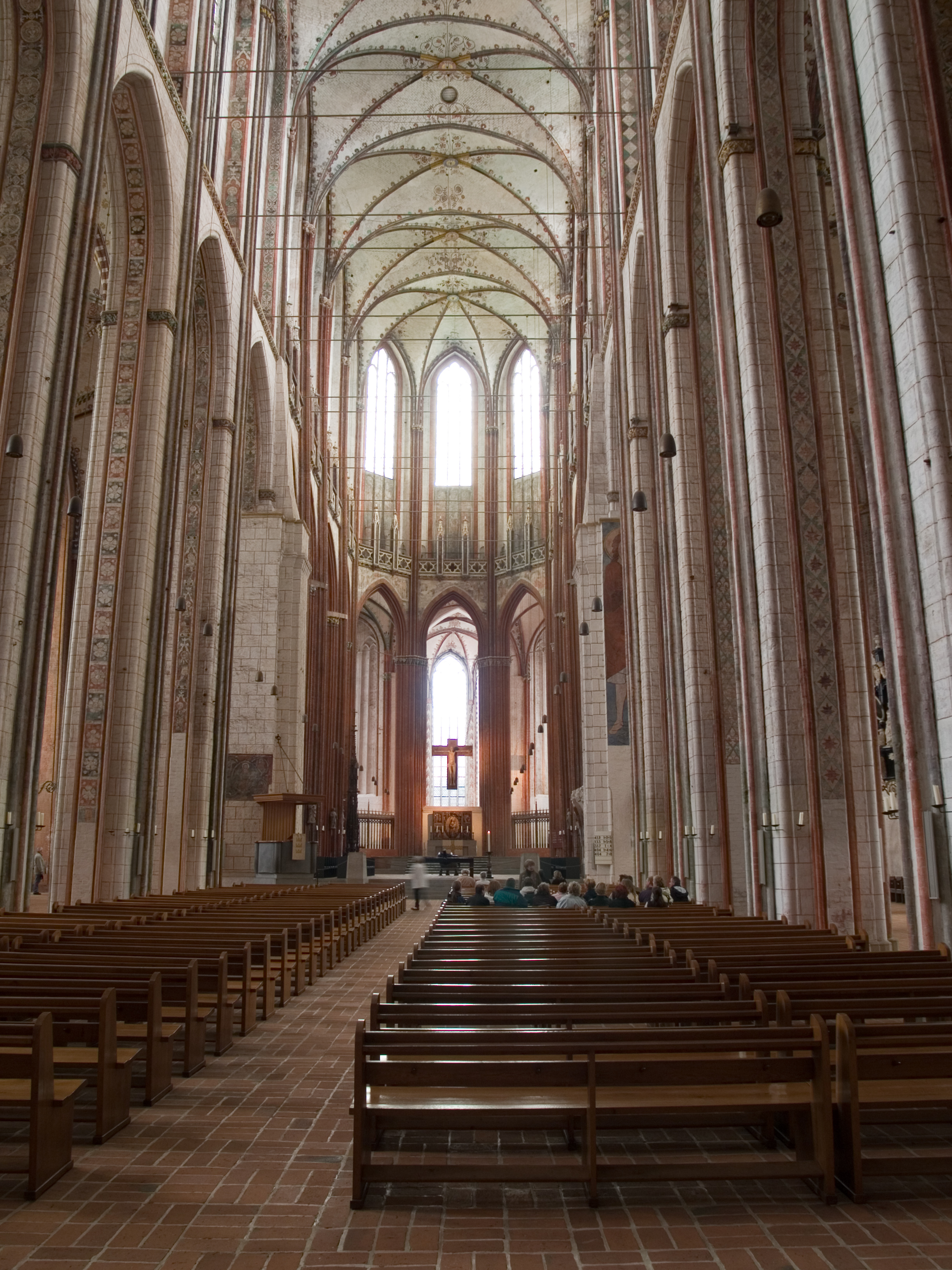
Wnętrze kościoła NMP
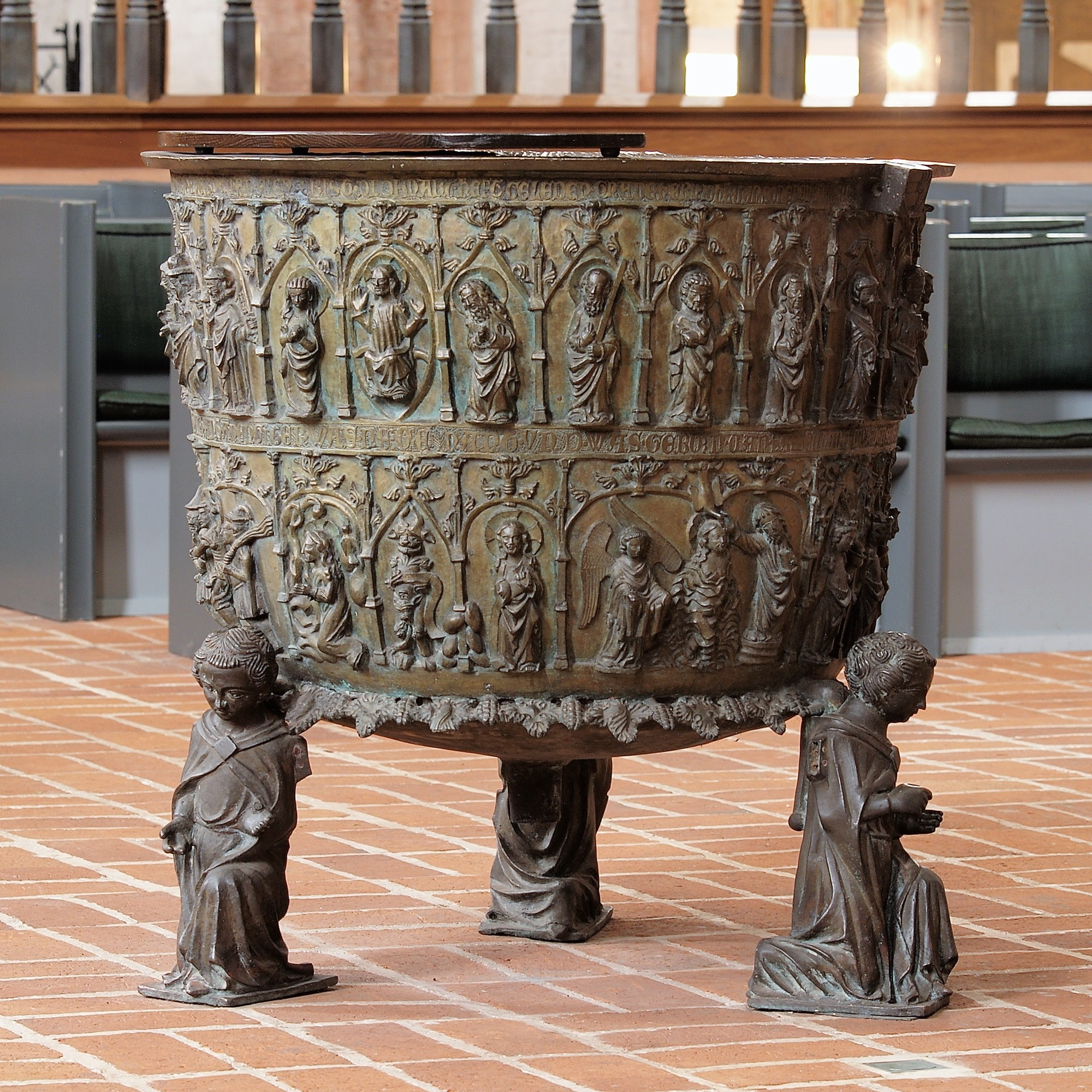
Chrzcielnica w kościele NMP
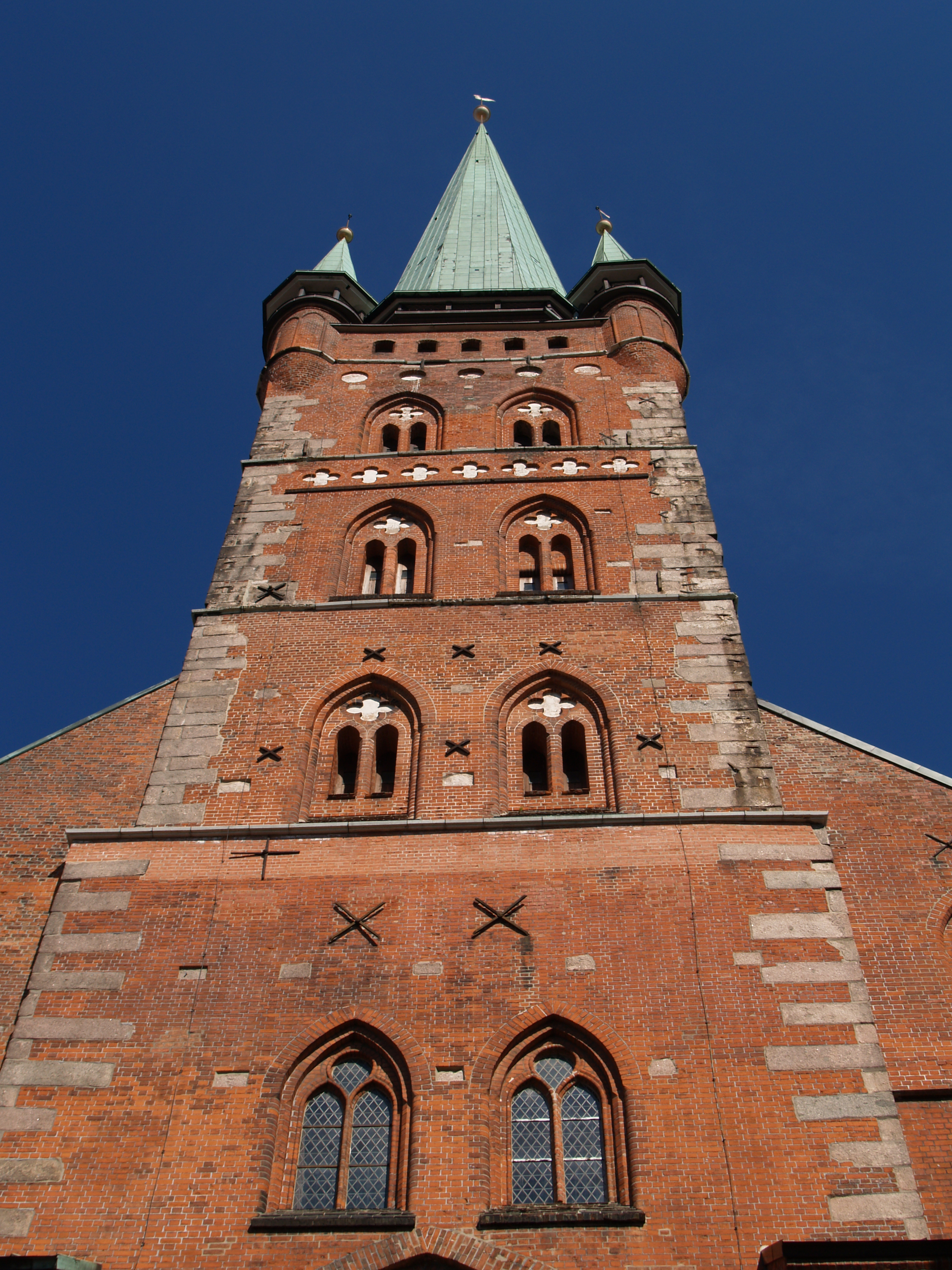
Wieża kościoła Św. Piotra
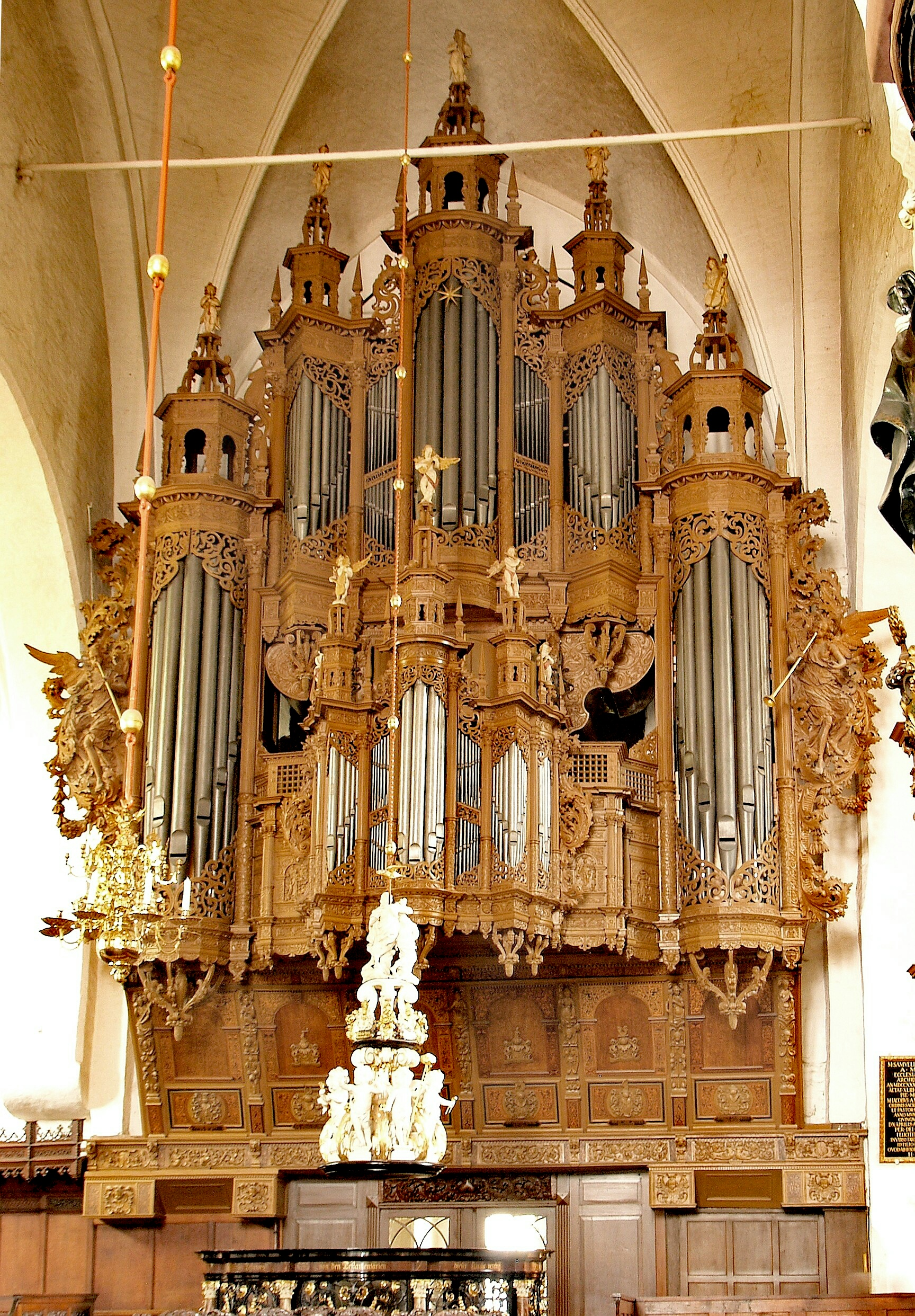
Organy w kościele Św. Idziego
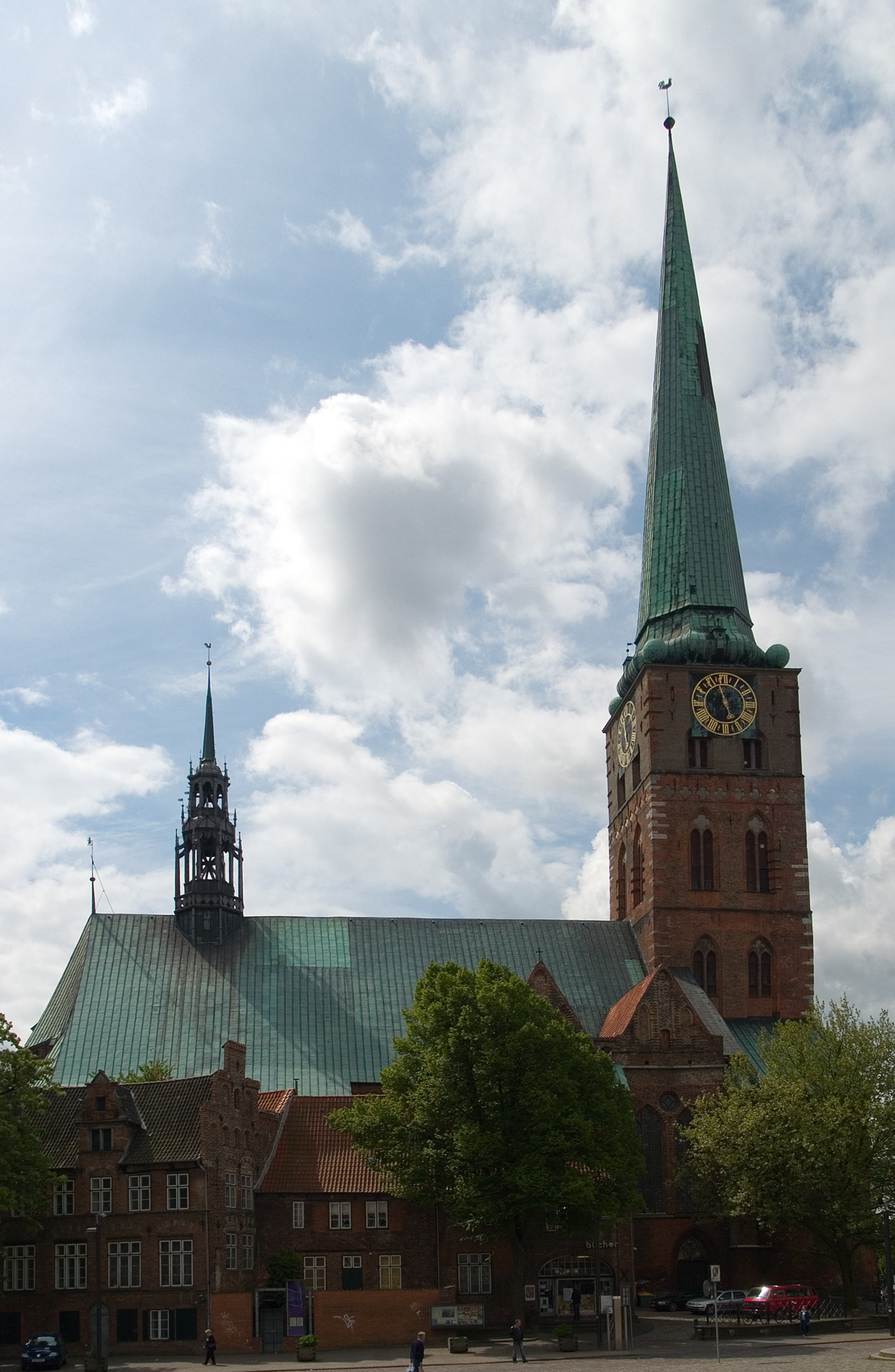
Kościół Św. Jakuba
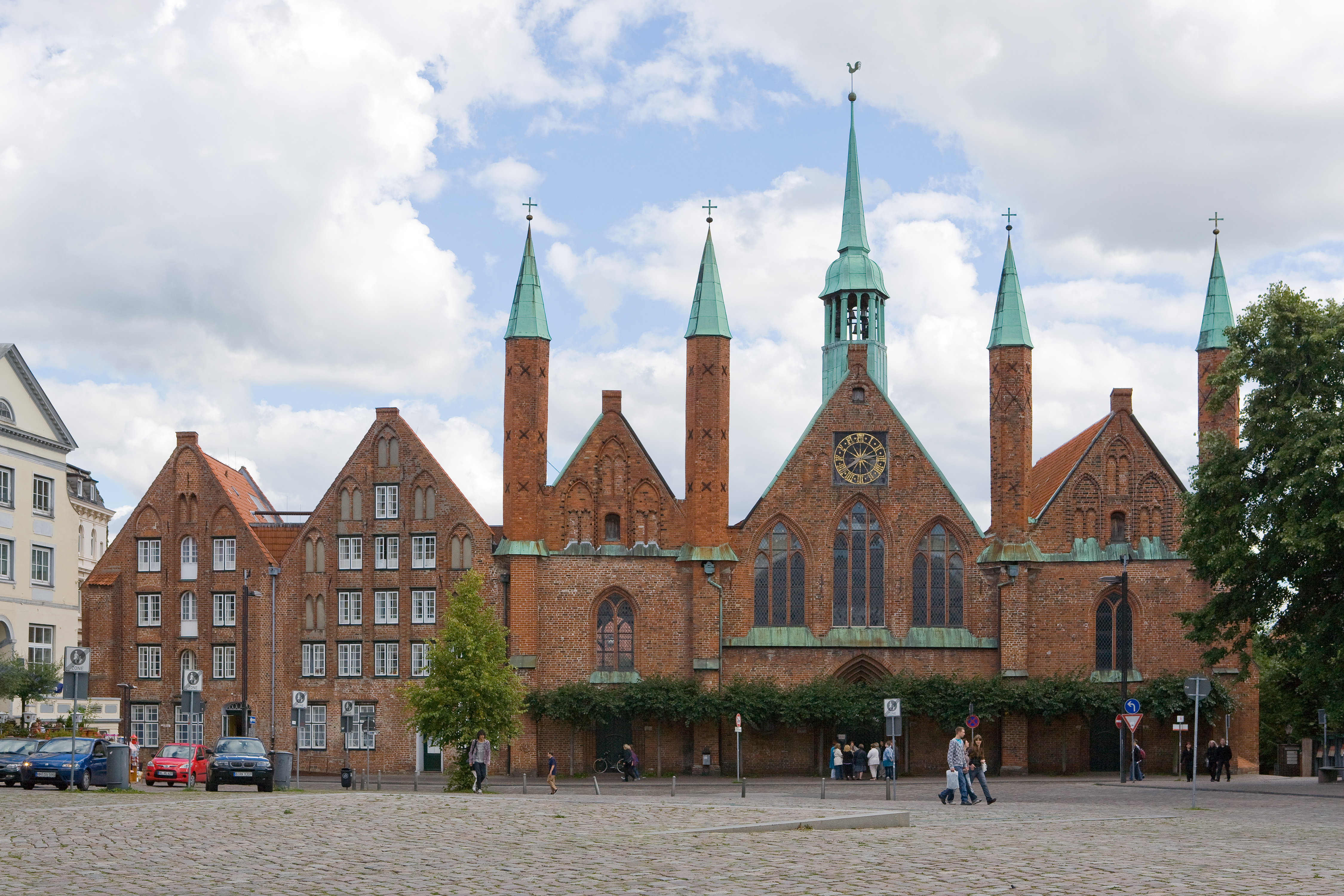
Szpital Św. Ducha

## Galeria

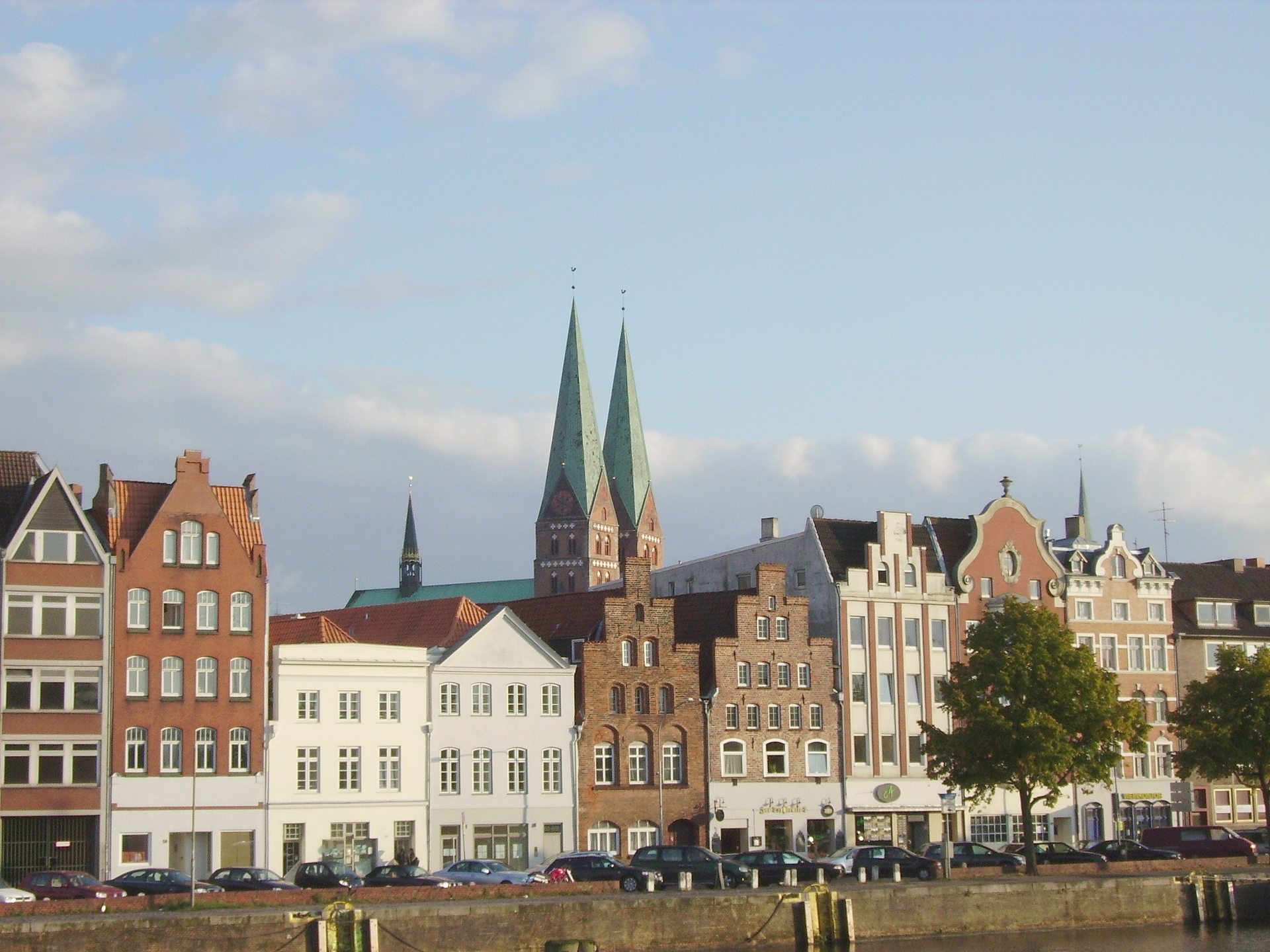
Zabudowa przy ul. An der Untertrave
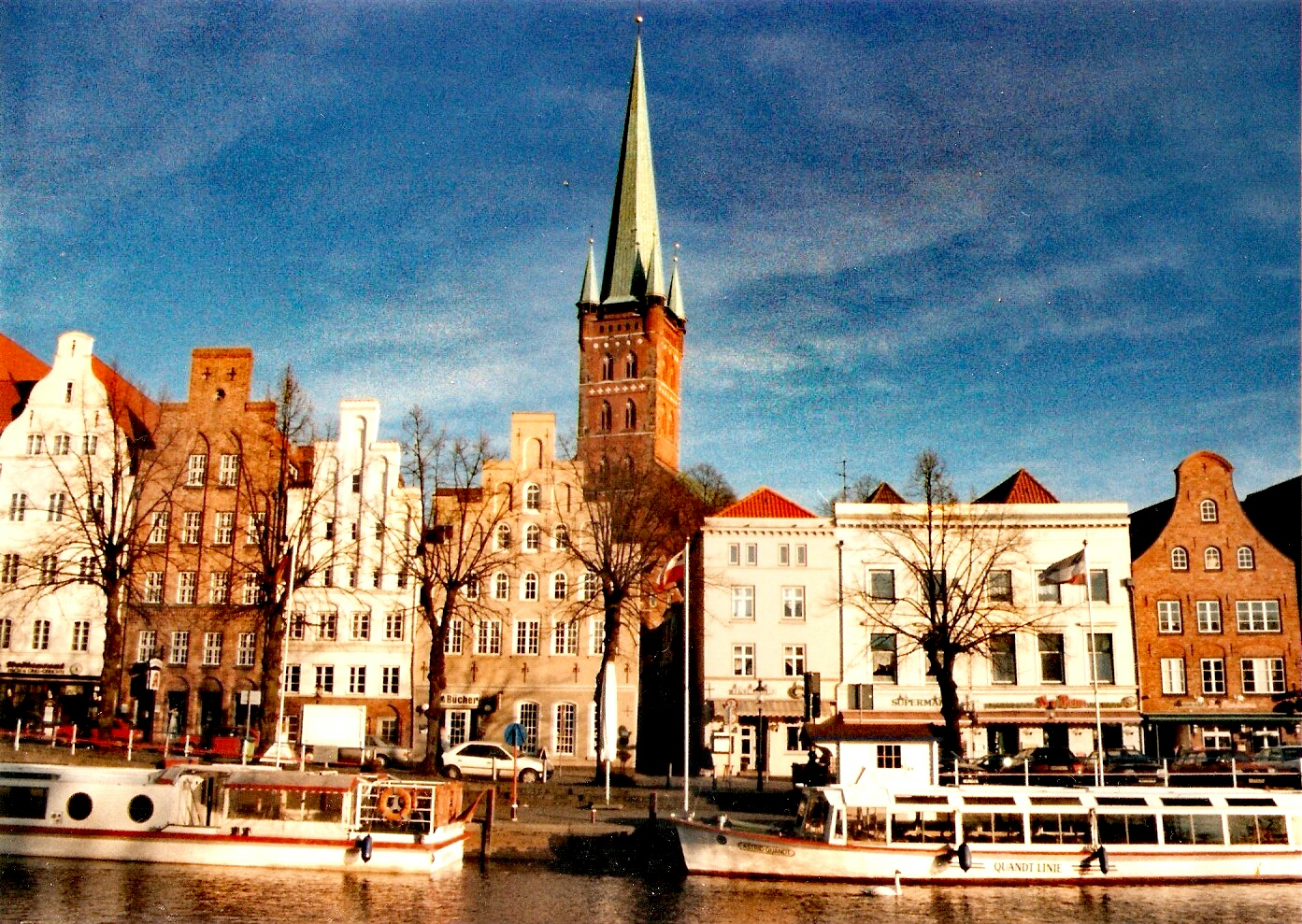
Zabudowa przy ul. An der Obertrave
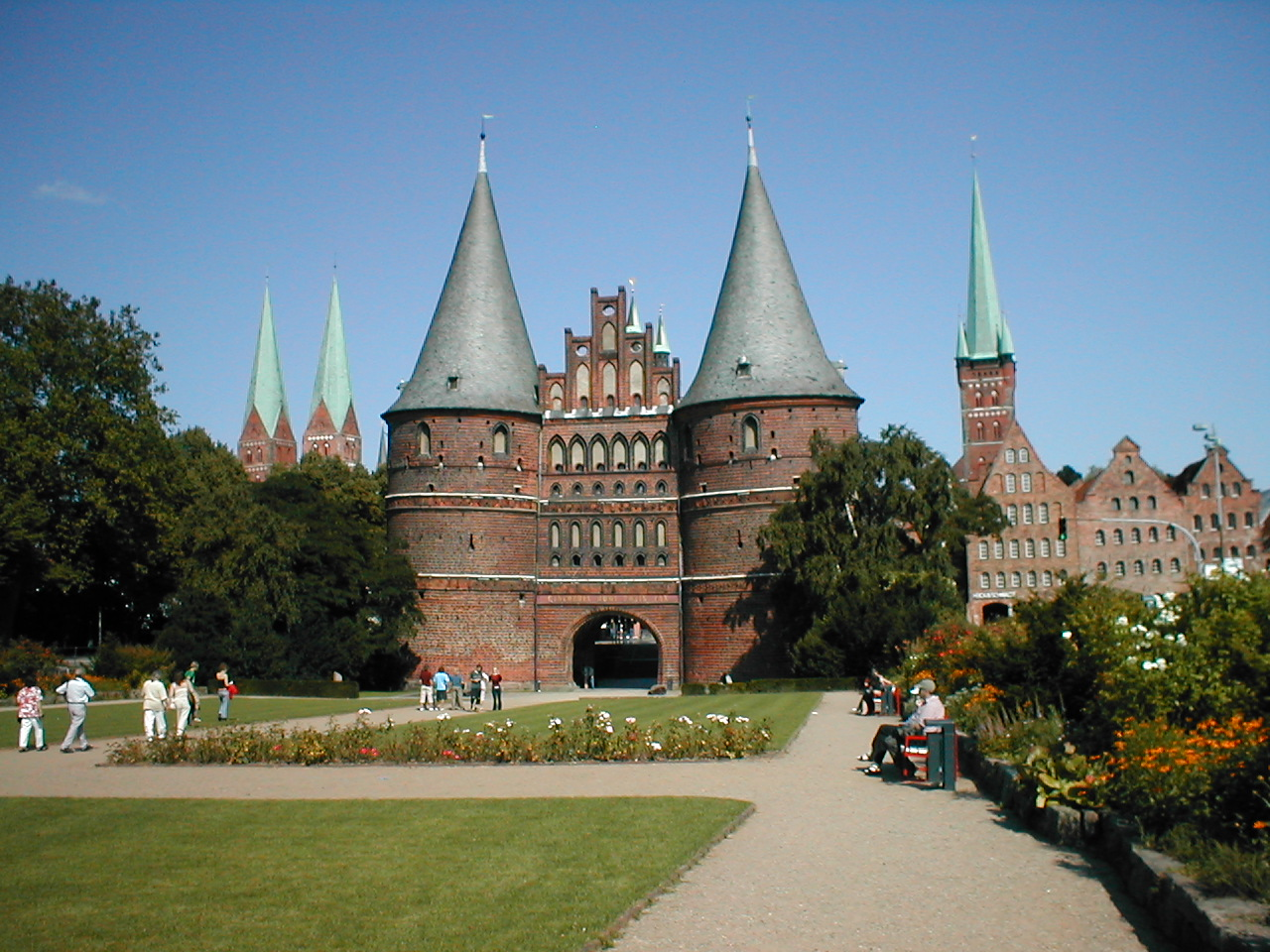
Gotycka Brama Holsztyńska
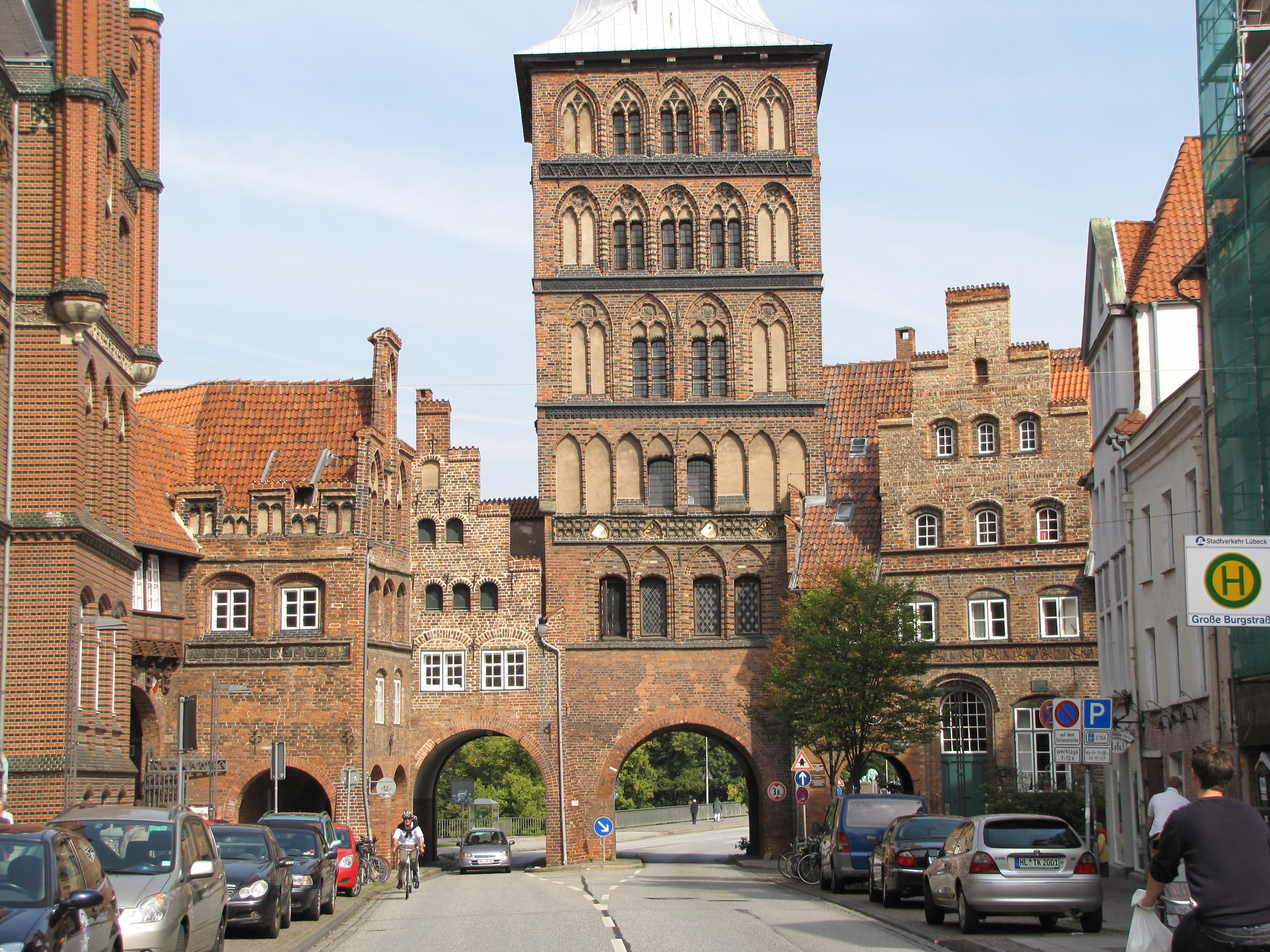
Brama Zamkowa
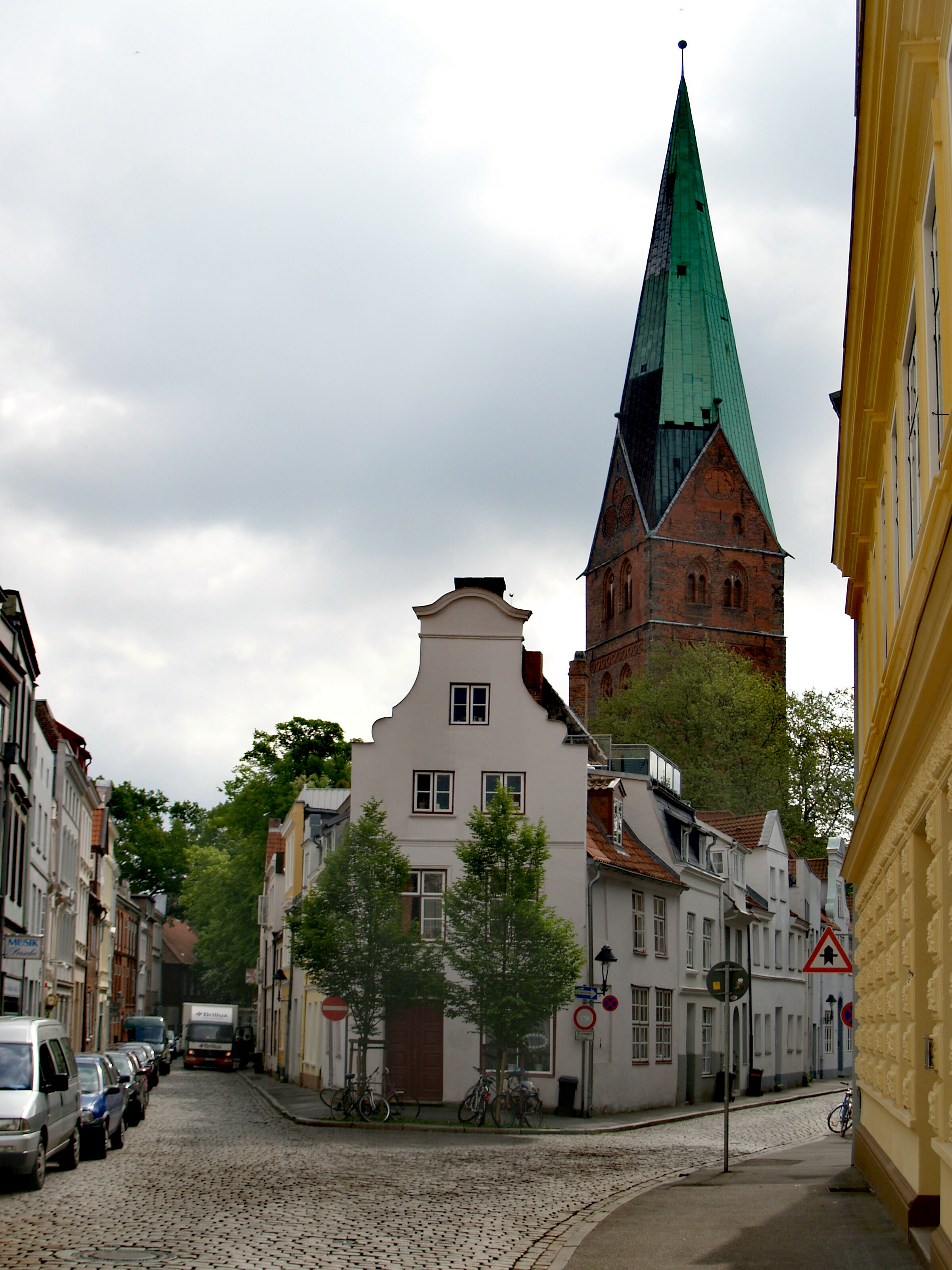
Rozwidlenie ulic Schildstraße i Aegidienstraße. Pośrodku wieża kościoła Św. Idziego
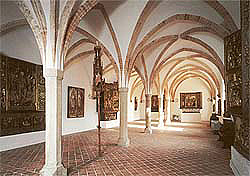
Wnętrze Muzeum Św. Anny
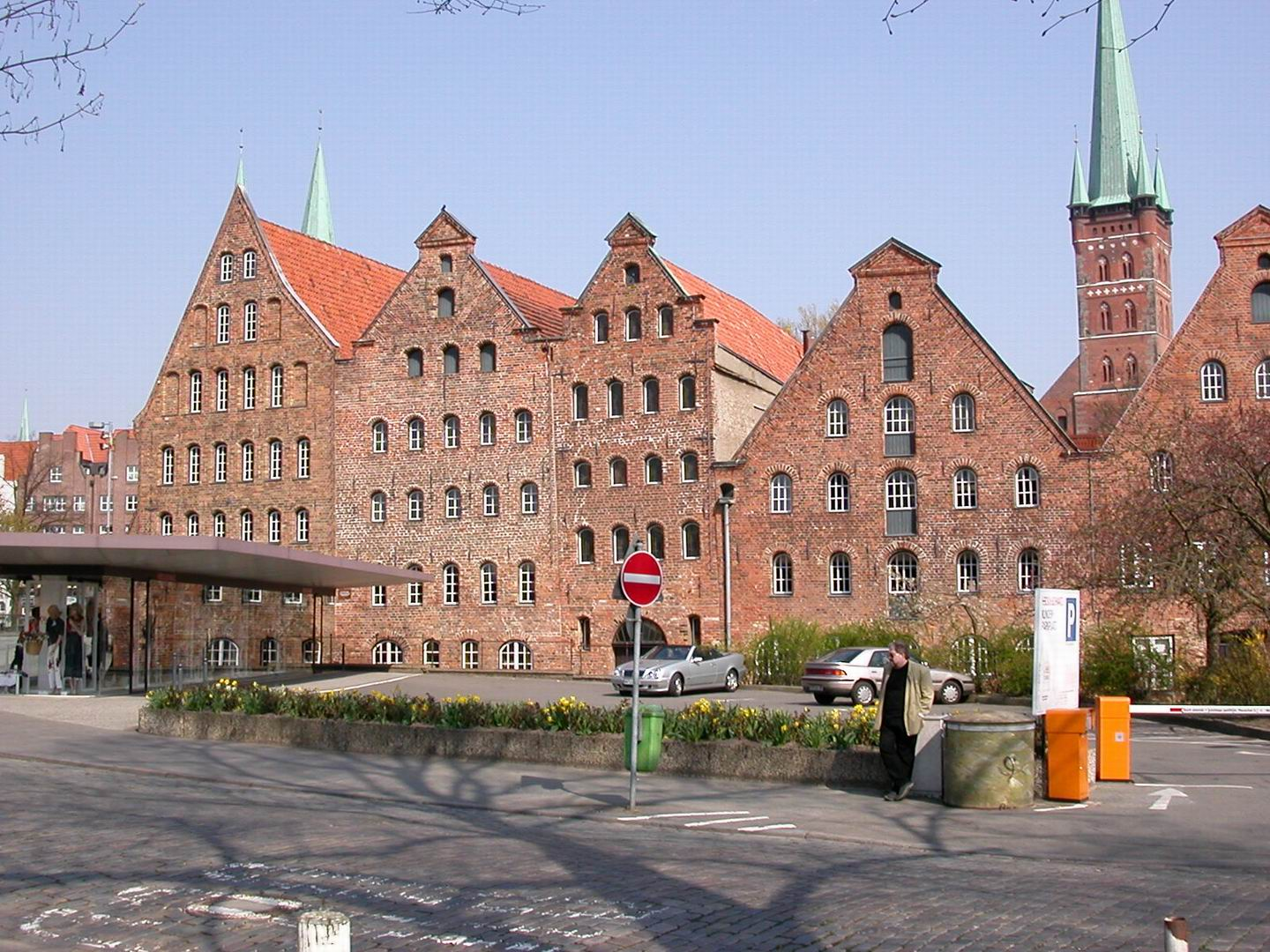
Spichrze
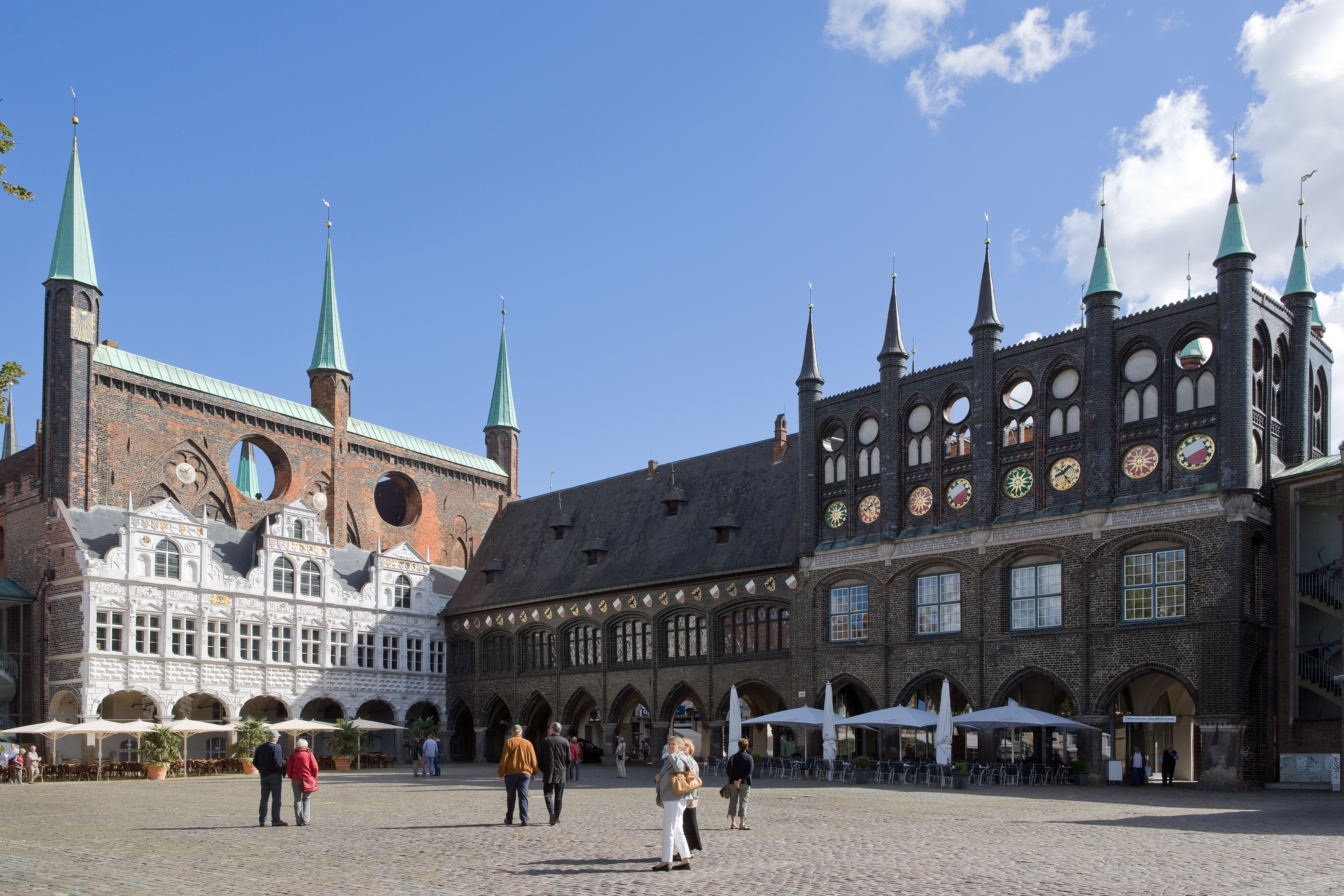
Gotycki ratusz
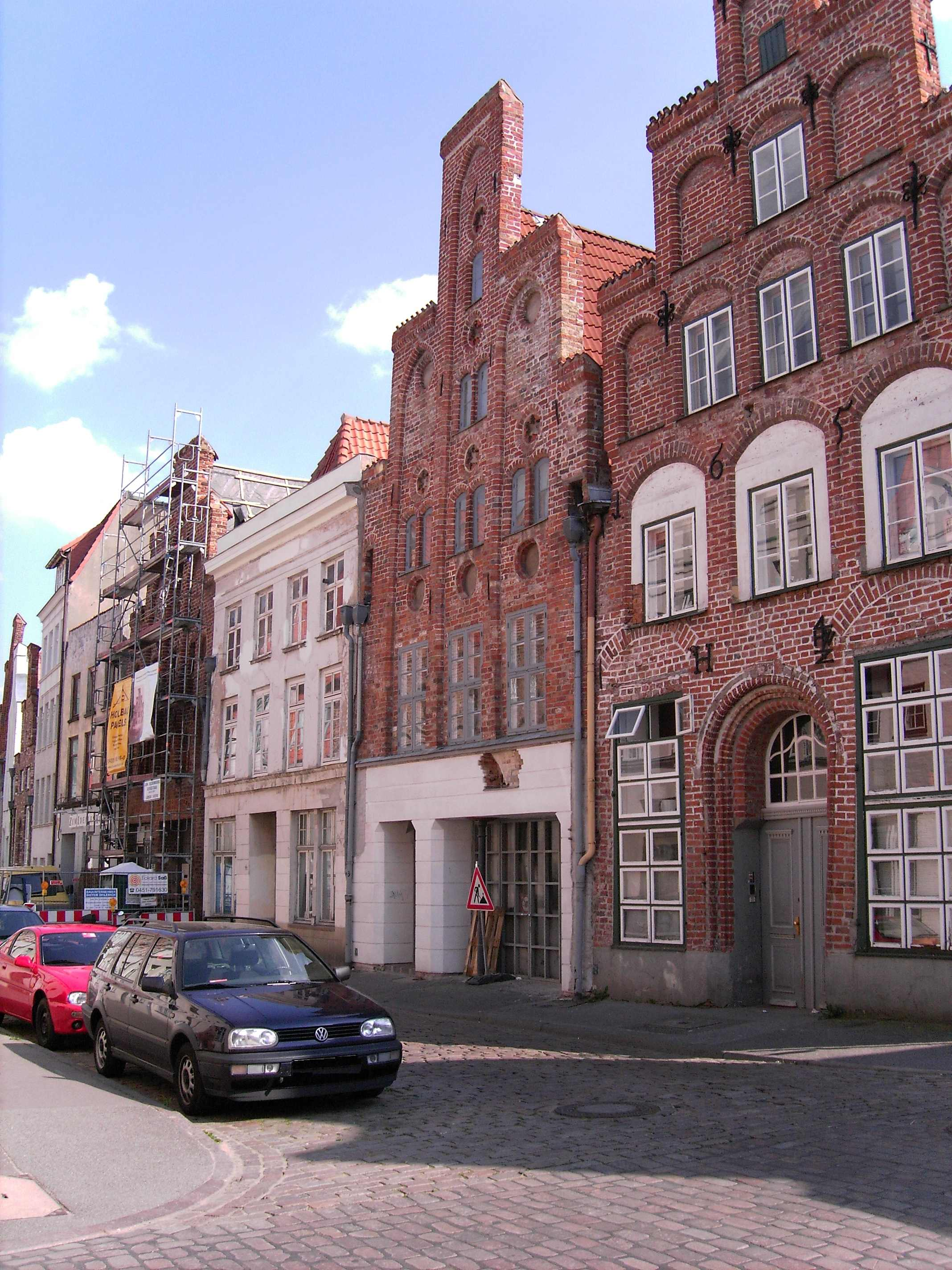
Zabudowa przy Hundestraße